# Nicholas Dlamini
Pour les articles homonymes, voir Dlamini.
Nicholas "Nic" Dlamini (né le 12 août 1995 au Cap) est un coureur cycliste sud-africain.

## Biographie
En 2019, Nicholas Dlamini participe à son premier grand tour en prenant la 107e place du Tour d'Espagne. En décembre de la même année, alors qu'il s’entraîne en vue du début de la saison 2020 qu'il doit commencer au Tour Down Under en Australie en janvier, il est arrêté dans un parc par des gardes forestiers sud-africains pour un contrôle. Alors que la situation s'est envenimée, il est emmené de force par l'un des quatre gardes qui lui fracture le bras. La scène est filmée et une enquête est ouverte, tandis que Dlamini  doit subir une opération qui remet en cause son début de saison et une participation aux Jeux olympiques de Tokyo.
En juillet 2021, il participe à la course en ligne des Jeux olympiques de Tokyo, où il est membre de l'échappée du jour.
En raison de problèmes financiers dans son équipe, Qhubeka NextHash, il rejoint l'équipe continentale Team Qhubeka en 2022.

## Palmarès
- 2013
  -  Champion d'Afrique du contre-la-montre par équipes juniors (avec Jandrich Kotze, Morne van Niekerk et Ivan Venter)
- 2015
  - Mayday Classic
  -  Médaillé d'argent du championnat d'Afrique du contre-la-montre par équipes
  - 2e du championnat d'Afrique du Sud du contre-la-montre espoirs
  - 3e de la PMB Road Classic
- 2017
  - 2e du championnat d'Afrique du Sud du contre-la-montre espoirs
  - 2e du championnat d'Afrique du Sud sur route espoirs
- 2021
  - 3e du championnat d'Afrique du Sud sur route

## Résultats sur les grands tours

### Tour de France
1 participation
- 2021 : hors délais (9e étape)

### Tour d'Espagne
2 participations
- 2019 : 107e
- 2020 : abandon (11e étape)

## Classements mondiaux
| Année                                 | 2015 | 2016  | 2017  | 2018  | 2019  | 2020 | 2021 |
| ------------------------------------- | ---- | ----- | ----- | ----- | ----- | ---- | ---- |
| UCI World Tour                        |      | nc    | nc    | 390e  |       |      |      |
| Classement mondial                    |      | 2357e | 1410e | 2380e | 1246e | nc   | 813e |
| UCI Europe Tour                       | nc   | 1579e | 1068e | nc    |       |      |      |
| UCI Africa Tour                       | 37e  | nc    | 176e  | nc    | 68e   | nc   | 33e  |
|                                       |      |       |       |       |       |      |      |
| Légende : nc = non classéSource : UCI |      |       |       |       |       |      |      |